# Test itératif de latence à l'endormissement
Le test itératif de latence à l'endormissement est une analyse de l'activité du cerveau sur une durée de 1 à 2 jours, effectuée lors du dépistage de pathologies du sommeil. Il permet de diagnostiquer certaines maladies responsables d’endormissement en sommeil paradoxal.
Il consiste en des endormissements et réveils répétés, les durées de sommeil étant de 20 minutes chacune (le réveil est effectué par une assistance) et les itérations du test (les répétitions de l'exercice d'endormissement à analyser) étant effectuées toutes les 2 heures.
Ce test est effectué le jour. Et la nuit est effectué un autre test qui est la polysomnographie.
On utilise plus fréquemment l'acronyme TILE pour nommer ce test itératif de latence à l'endormissement.
La latence à l'endormissement est la durée en minutes entre la fermeture des yeux (une fois le sujet mis en conditions environnementales adaptées au sommeil tranquille) et l'entrée effective en sommeil. Cette durée est comptabilisée et observée à l'aide d'un électroencéphalogramme.
La durée normale de la latence à l'endormissement chez l'être humain est de l'ordre du quart d'heure.
La durée de latence à l'endormissement d'un sujet affecté de narcolepsie est de l'ordre de quelques minutes seulement (parfois deux à trois minutes).
Mis au point par Mary Carskadon et William Dement, c’est le plus vieux, test objectif de mesure de la vigilance.